# Sŏngjogujŏk
Sŏngjogujŏk (korejsky 선교구역) je jeden z městských obvodů Pchjongjangu, hlavního města Severní Korey. Leží na jižním břehu Tedongu, přes který z něj vedou dva mosty spojující jej s obvodem Čunggujŏk na severním břehu: Most Janggak vede z jeho jihozápadního rohu přes ostrov Janggak a most Tedong vede z jeho severozápadního rohu. V sousedství Sŏngjogujŏku jsou dále následující obvody: Tongdäwŏngujŏk na severu, Rjŏkpchogujŏk a Sadonggujŏk na východě a Rangnanggujŏk na jihu.
Mezi významné stavby v obvodě patří Čangčchungská katedrála a nádraží Tädonggang.